# کاراکارا

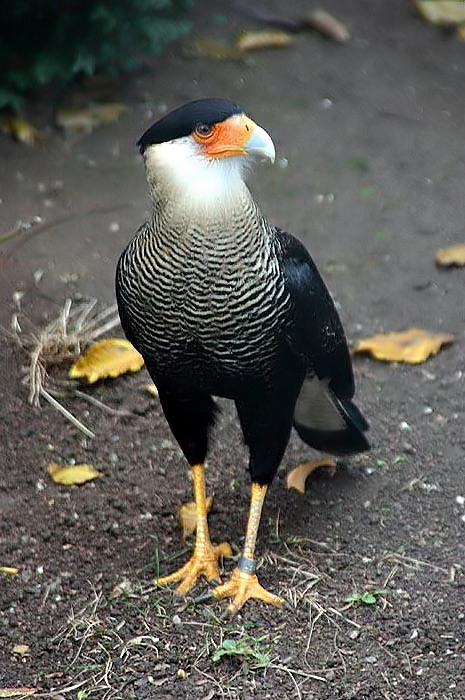
کاراکارای تاجدار شمالی

کاراکاراها گروهی از پرندگان شکاری در زیرتیره کاراکارایان (به لاتین: Polyborinae) از تیره شاهینیان است. کاراکاراها نوعی شاهین هستند که در مکزیک به عنوان پرنده ملی شناخته می‌شود، دارای پاهای باریک و بلند است و چنگال‌های مسطحی دارد، این نوع شاهین مردارخوار است و در میان کرکس‌ها هم پرواز می‌کند و گاهی آنها را وادار می‌کند تا غذایشان را به او تقدیم کنند. لقب این شاهین شاهسارگپه یا شاهِ سارگپه‌ها می‌باشد. نام این پرنده از صدایی که معمولاً در فصل جفت‌گیری از خود درمی‌آورد، گرفته شده‌است، او چه در حال ترسیدن و چه در حال شگفت‌زدگی؛ پرنده خاموشی است، اما هنگامی که برانگیخته می‌شود، صورت قرمز رنگش به رنگ زرد در می‌آید.
این پرنده در عین حال که خیلی خوب پرواز می‌کند، سریع هم می‌تواند بدود، و این نشان از تسلط او چه در هوا و چه در خشکی به منظور شکار است. این پرنده جزء پرندگان مهاجر به حساب نمی‌آید و برای خود آشیانه‌ای نسبتاً بزرگ درست می‌کند. آنها اغلب به صورت جفت دیده می‌شوند.